# 阿格弗特河
13°48′07″N 39°06′56″E / 13.8020°N 39.1156°E

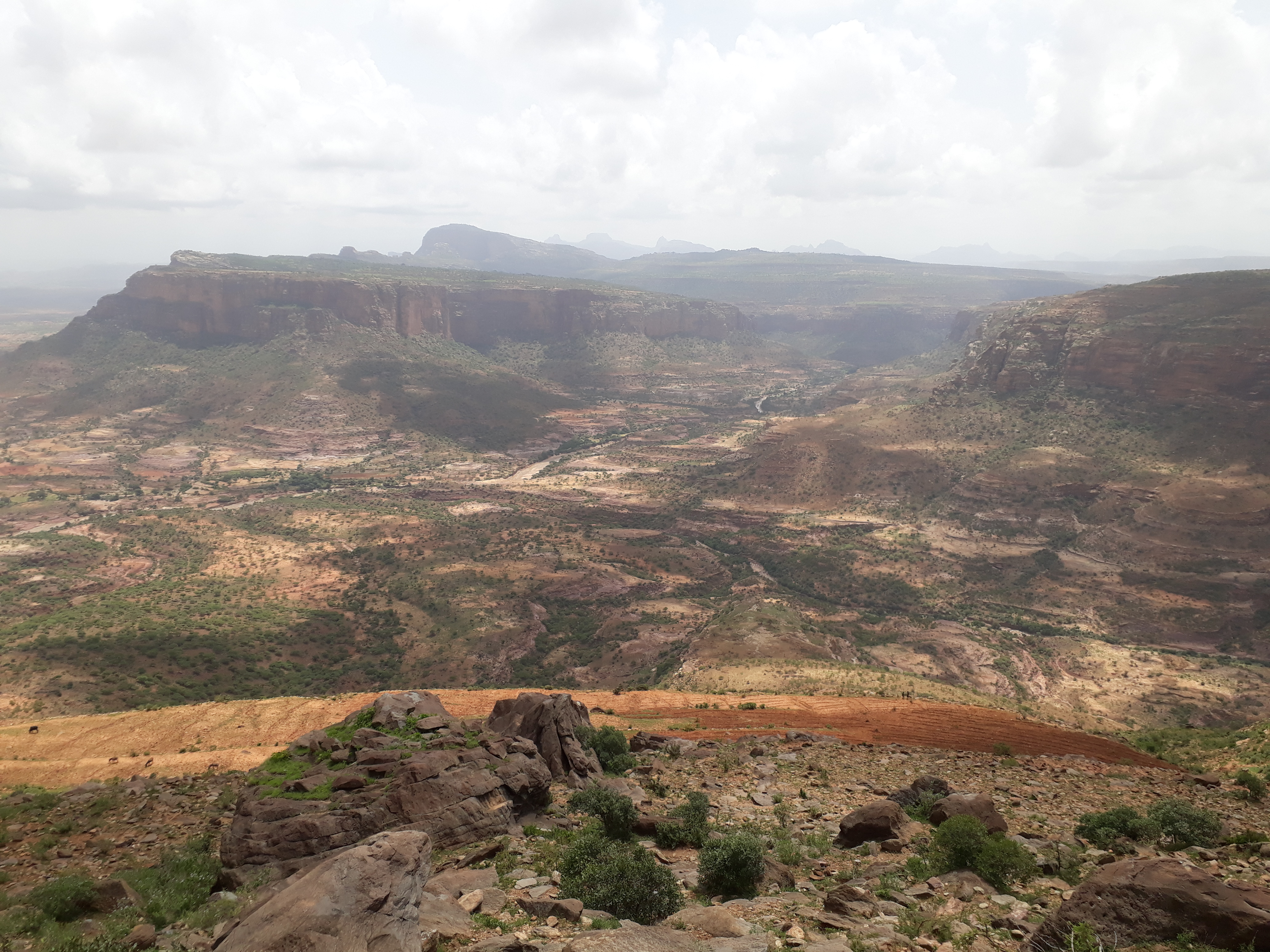

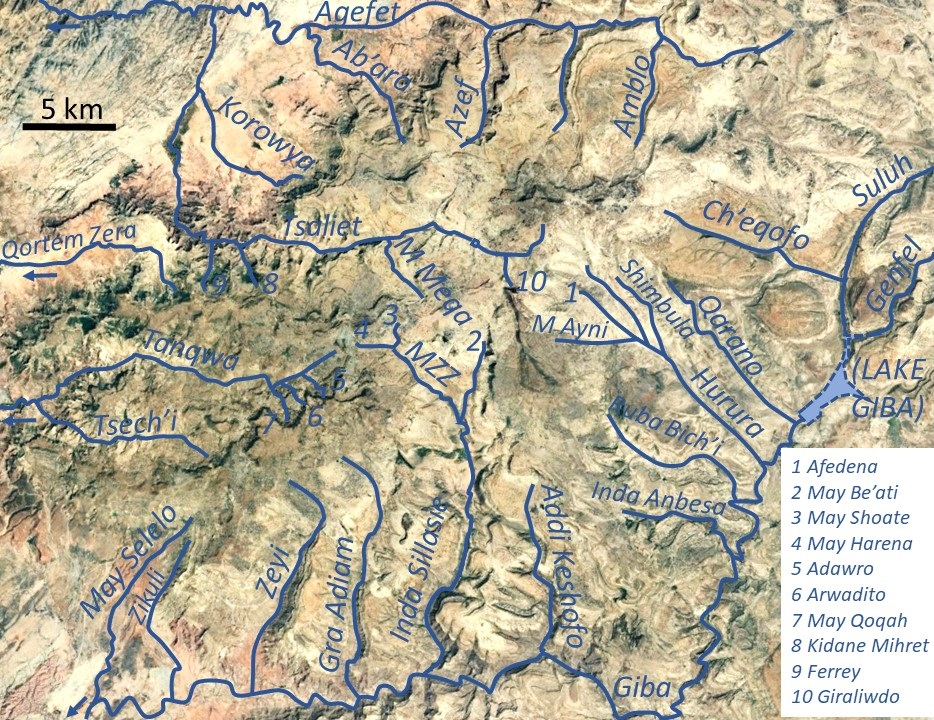

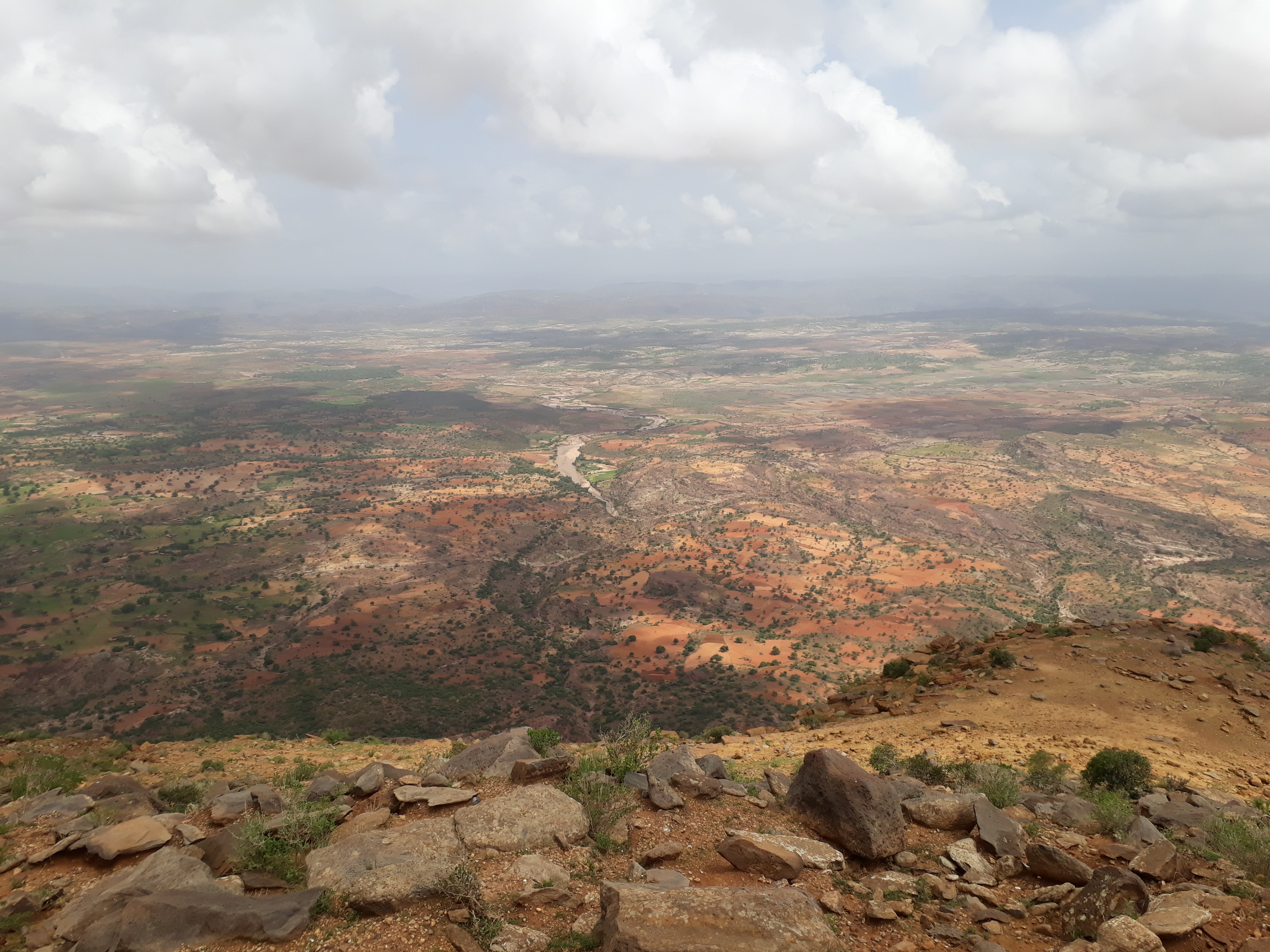

阿格弗特河是埃塞俄比亞的河流，位於該國北部，屬於扎利耶特河的一部分，河道全長41公里，最終注入扎利耶特河，該河設有多條徒步徑。